# 켄시로
켄시로(일본어: ケンシロウ)는 북두의 권에 등장하는 등장인물이다.

## 모티브
1. 마츠다 유사쿠의 얼굴
2. 실베스터 스탤론의 몸매
3. 이소룡의 동작
4. 매드 맥스 2의 멜 깁슨의 복장

## 외모
1. 가죽점퍼를 입고 다니며 강적과 겨룰때는 찢는다.
2. 신장 185 cm, 체중 100 kg
3. 극에 달하는 근육질 몸매
4. 실베스터 스텔론과 비슷한 얼굴

## 인생
북두신권의 제64대 전승자이자 북두 4형제의 막내이며, 신장 185 cm, 체중 100 kg이다. 후계자가 없는 류켄에게 북두신권에 후계자가 없으면 북두유가권에서 후계자를 배출한다는 원칙에 따라 쥬케이가 보낸 3명중 막내로 류켄에게 입양되어 류켄의 양자가 되었다. 62대 전승자인 카스미 켄시로와 동일한 점이 있어서 그의 이름을 물려받았다. 실력은 오히려 라오우나 토키쪽이 켄시로보다 뛰어나다는 평가가 있으나 토키는 켄시로와 유리아를 살리기 위해 혼자서 방사능에 감염되어 전승자의 자격을 포기하였고 라오우는 '비밀전승'의 북두신권의 원칙을 무시하여 옛 전승자이자 스승인 류켄으로부터 파문당해 켄시로가 전승자가 되었다. 말이 거의 없고 무뚝뚝하며 세력을 모으기 싫어하여 거의 혼자 행동한다. 무상의 진정한 슬픔을 깨달아 북두역사상 아무도 익히지 못했던 '무상전생'을 터득하고 같이 무상전생을 터득한 라오우와 격돌, 라오우를 이기게 된다. 그 이후 라오우가 해야할 일을 이루기 위해 수라국 (그 당시 세계관상의 수라국은 현실상의 '중국'에 해당된다고도 한다.)으로 떠난다. 켄시로는 유리아와의 사랑을 영원히 간직하였으므로 유리아가 죽고 나서는 다른 여자들과 접촉을 하지 않았고 그 때문에 슬하에 자식이 없었다.

### 어린 시절
1978년 말에 카스미 켄시로의 막내 아들로 태어났다. 북두종가에서는 카스미 켄시로의 업적을 기리기 위해 이 아이에게도 동일한 켄시로라는 이름을 부여했다. 켄시로가 태어난 지 얼마 안되는 시점에 북두종가의 건물에 큰 화재가 발생하였으며 라오우, 카이오우, 토키 삼형제의 친어머니가 켄시로와 효우 형제를 구하기 위해 스스로 불 속에 뛰어들어 희생했다. 그 덕분에 켄시로 형제가 살아남게 되었다. 이후 쥬케이는 후사가 없는 류켄으로부터 북두신권의 전승자가 될 재목을 보내달라는 요청을 하자 쥬케이는 카이오와 효우, 한을 제외한 나머지 켄시로, 라오우, 토키를 류켄에게 북두신권의 전승자 후보로서 입양보냈다. 그렇게 아기인 켄시로는 라오우의 품에 안겨 바다를 건너갔다.

### 류켄의 제자가 되다
켄시로는 자라면서 강한 권법가로 성장했다. 북두 역사상 단 한번도 나온 적이 없는 천재가 켄시로 대에 이르러 3명이 동시에 출현했다. 그래서 류켄의 입장에서는 전승자를 가리는 일이 쉽지 않았다. 최고의 잠재력을 지닌 켄시로, 천장분열 등의 수 많은 초식을 창안해서 북두신권의 오의의 숫자를 대폭 증가시킨 라오우, 북두 역사상 유일하게 공중에서 북두백열권(천상백열권)의 구사가 가능하며 공중전에서는 당할 자가 없는 천재 토키 세 사람 모두 서로 다른 시대에 태어났더라면 각각 북두신권의 전무후무한 전승자가 되기 때문이였다. 그럼에도 류켄은 최대한 공평하게 평가하기 위해 외부의 일반인들에게도 북두신권을 수련할 기회를 주게 되었다. 물론 계승자의 자격이 박탈된 수련생의 북두신권은 가차없이 봉인했다. 이로 인하여 북두신권은 수 많은 문하생들이 들어와서 계승자의 자격을 묻는 대련에서 패배하고 북두신권을 봉인당하며 추방당하는 일이 끝없이 반복되었다.

### 남북두간 대련
이 무렵 라오우는 사우더와 회견을 했다. 남두와 북두의 권법자들 간의 대결이였다. 남두에서는 권법가 10명을, 북두에서는 어린 켄시로 한명만 내보냈다. 북두는 전승자의 수적 제한이 없는 남두와는 달리 오직 한 명에게만 전승되는 권법이기 때문에 인원상으로 그렇게 여유있는 편이 아니였다. 그런데 문제는 사우더는 켄시로가 패할 경우 켄시로를 살해한다는 암묵적 조건을 붙였으며 이에 라오우가 동의한 조건으로 실시되는 대련이였다는 것이다. 이 대련에서 어린 켄시로는 성인 남두성권 권법자들을 상대로 9명까지 쓰러뜨렸으나 지친 기색이 역력했다. 이대로 뒀다가는 켄시로가 죽을 것이 뻔하였다. 이에 슈우는 켄시로를 구하기 위해 자신이 10번째 상대가 되기를 자처했으며 켄시로를 쓰러뜨렸다. 사우더가 나서서 켄시로를 죽이려 했으나 슈우는 사우더에게 자신의 눈을 뽑고 스스로 맹인이 되는 조건으로 켄시로를 살려달라고 부탁한다. 슈우는 스스로 맹인이 되고 그 대가로 켄시로를 구했다.

### 전승자로 확정되다.
켄시로가 북두신권의 정식 전승자가 되기까지 류켄은 끊임없이 뛰어난 자원을 물색하고 있었다. 이 과정에서 북두종가의 혈통이 아닌 일반인 출신의 쟈기가 끝까지 살아남았다. 그렇게 북두신권의 전승자 후보는 라오우, 토키, 켄시로, 쟈기의 4명으로 압축되었다.
류켄은 켄시로와 쟈기에게 전승자가 되기 위한 최후의 결전을 마련한다. 이 대결에서 쟈기는 켄시로를 실컷 두들겨 팼으나 켄시로는 쟈기의 치명적 비공(제대로 공격당할 경우 갈비가 터져 죽게 된다.)에 강도를 낮춰서 멍만 들게 하고 쟈기를 살려줬다. 이에 쟈기는 북두신권의 전승자 후보에서 탈락했다. 토키는 오히려 가장 강력한 전승자 후보였으나 켄시로와 유리아를 구하기 위해 대피 방공호에 둘을 밀어 넣고 혼자서 방사능에 감염된 탓에 스스로 전승자가 되는 길을 포기했다.
결국 북두신권의 전승자 후보는 켄시로와 라오우 단 둘만 남게 되었다. 라오우는 북두신권을 이용하여 자신의 세력을 모으고 있었으며 이 때문에 류켄이 라오우를 북두신권의 전승자 후보에서 제외시키자, 북두신권 전승자는 켄시로로 확정되었다.

### 신의 배신
신은 유리아를 짝사랑했으나 켄시로의 연인이라는 점을 들어 유리아를 일단 포기했었다. 그러나 북두신권의 전승자 자리를 막내인 켄시로에게 빼앗긴 것에 대한 앙심을 갖고 있는 쟈기가 신을 꼬득였다. 신은 처음에는 친구와의 의를 들어 거절했으나 계속되는 쟈기의 꼬득임으로 인하여 결국 켄시로를 습격하고 유리아를 빼앗기로 마음을 바꿨다. 결국 신은 켄시로를 습격하고 켄시로의 가슴에 7개의 상처를 남긴 채 유리아를 빼앗아갔다. 유리아는 신에게 켄시로와 같은 삶을 살면 신과 결혼해 주겠다고 했으나 신은 그렇게 살기를 거부하여 결국 유리아는 투신자살하기 위해 신의 성 꼭대기에서 뛰어내렸다. 그러나 성 아래에는 남두오차성이 대기하고 있었으며 추락사할 위기에 몰린 유리아를 후도우가 받아냄으로써 극적으로 구해냈다. 이에 신은 머지 않아 라오우가 유리아를 빼앗기 위해 자신의 성으로 쳐들어 올 것을 직감하여 유리아를 라오우에게 빼앗기지 않게 하기 위해 유리아를 자신이 죽였다고 거짓 소문을 냈다.
얼마 후 켄시로는 마을을 떠돌다가 수상한 사람으로 오인당해 감옥에 갇혔다. 여기서 켄시로는 벙어리소녀 린과 죄수 바트를 만난다. 얼마 후 마을을 습격한 지드 일당을 켄시로가 손쉽게 처치하고 이 공로로 켄시로와 바트는 석방되었다.
켄시로는 신이 건국한 서전크로스라는 제국을 상대로 싸웠다. 미스터 스페이드, 미스터 다이아몬드, 미스터 클로버등을 쓰러뜨리고 나서 신의 성으로 들어갔다. 신은 미스터 하트로 하여금 켄시로와 맞붙게 했다. 미스터 하트는 엄청난 비만으로 북두의권이 통하지 않았다. 이 때문에 켄시로는 고전했으나 북두유파참으로 미스터 하트의 비계를 걷어낸 후 쓰러뜨렸다.
켄시로는 유리아를 구하기 위해 신과 겨뤘으나 유리아를 구출하지 못했다. 켄시로는 신과의 대결에서 압승을 거뒀으며 신은 패배한 사실에 대한 모멸감으로 인하여 성에서 뛰어내려 자살했다. 신이 죽고 난 이후 켄시로는 신이 자신의 친구라는 점을 들어 신의 장례식을 몸소 치러준다.

### 복수 이후
켄시로는 신의 잔당이 아직 존재하고 있음을 직감했다. 군사제국을 건국하려는 야심에 가득찬 게릴라부대가 마을에 나타나 남자들을 모두 죽이거나 포박해서 끌고 가고 여자들 역시 포박해서 끌고 가는 상황이 발생했다. 게릴라부대는 납치해 온 사람들 중에 남자는 자신들의 병사로 삼고 여자는 그들 중 우수한 사람에게 공물로 내리도록 조치했다. 더군다나 게릴라부대에서는 병사들끼리 서로 싸우게 하여 승리한 병사가 패배한 병사를 살해하도록 강요하고 있었다. 이에 켄시로는 마을에 침입한 게릴라부대원들을 전멸시킨 후 게릴라부대로 쳐들어가 교관인 게릴라 중사를 살해했다. 게릴라 중사를 살해한 후 켄시로는 게릴라 부대의 총 대장인 게릴라대좌와 맞붙었다. 게릴라대좌는 남두무음권을 사용하는 권법의 달인이였으나 켄시로에게 쉽게 제압당했으며 이로 인하여 게릴라 부대는 해체되었다.
켄시로의 여행은 계속되었는데 어느 마을에 도달하자 그 곳에서 쟈칼이라는 불량배 패거리들과 조우한다. 쟈칼은 계속되는 켄시로의 경고에도 불구하고 노략질을 그치지 않아 결국 켄시로와 겨루게 되지만 아예 상대가 되지 않았다. 결국 쟈칼은 계속 도망치다가 폐기처분된 경기장 지하의 감옥에서 데빌 리버스를 소환한다. 하지만 켄시로는 데빌리버스마저 제압하여 결국 쟈칼 일당을 일망타진한다.

### 레이와의 조우
이후 켄시로는 마미야가 촌장의 일을 하고 있는 마을에 이르렀다. 이 마을은 항상 어금니 부족의 무리들에게 괴롭힘을 당하고 있었다. 때마침 남두수조권을 익힌 남두육성 중 한 명인 레이가 이 마을에 들어왔다. 어느날 마미야의 남동생이 어금니 부족에게 살해당하자 켄시로와 레이는 노략질을 하고 있던 어금니 부족들을 사살했다. 이에 어금니 부족 족장은 격노하여 켄시로와 레이의 가족을 납치하려 했으나 켄시로의 가족이라는 사람으로 물색된 사람이라는 것이 다름 아닌 켄시로의 형인 권왕 라오우였던 탓에 켄시로 쪽의 가족을 납치할 수 없었다. 북두의권의 세계관에서 최고의 세력을 가진 실력자가 라오우였기 때문. 결국 어금니 부족 족장은 레이의 여동생인 아이리를 납치하기에 이르렀다. 아이리를 납치한 어금니 부족 족장은 아이리를 인질로 삼은 채 위풍당당하게 켄시로와 레이의 앞에 모습을 드러냈으나 켄시로의 기지로 아이리는 구조되고 어금니 부족 족장은 최후의 발악으로 화산강개호법을 시전하지만 켄시로에 의해 쉽게 제압당했다.
어금니 부족 족장을 진압한 켄시로는 북두신권의 점혈을 이용하여 맹인이였던 아이리의 눈을 치료해 줌으로 인하여 다시 세상을 볼 수 있도록 했다.

### 쟈기의 앙심에 대한 조치
이 무렵 쟈기는 스스로를 켄시로로 사칭하고 온갖 나쁜 짓을 하고 다녔다. 쟈기는 켄시로에게 북두신권의 전승자 자리를 빼앗긴 것에 대한 앙심만 클 뿐 상황파악따윈 안중에도 없었으므로 켄시로가 북두신권의 전승자로 확정되자 켄시로에 대한 무조건적인 앙심만 갖게 되었다. 쟈기가 북두종가의 구조에 대해 모르고 있었기 때문에 이러한 상황이 발생한 것이다. 사실 켄시로가 비록 막내이지만 북두종가의 적자이며 그 형들인 라오우와 토키가 오히려 북두종가의 서자라는 사실은 쟈기는 몰랐던 것이다. 더군다나 북두신권이 북두의 피를 타고난 사람에게만 전승된다는 사실조차 쟈기는 모르고 있었다. 그래서 자신보다 나이가 어린 켄시로가 형들을 제치고 북두신권의 전승자로 확정된 것에 대해 굉장한 불만을 갖고 있었던 것이다.
쟈기는 신을 꼬득이는 과정에서 켄시로의 가슴에 북두칠성 모양의 흉터를 남기라고 부탁했으며 자신 역시 스스로의 가슴에 똑같은 북두칠성 모양의 흉터를 만들었다. 이는 쟈기의 계획적인 행동이였으며 쟈기가 켄시로를 사칭해서 켄시로를 궁지로 몰아가기 위함이였다. 그래서 쟈기는 레이의 여동생 아이리를 납치할 때도 가슴에 있는 북두칠성 모양의 흉터를 강조하여 스스로를 켄시로로 사칭하였으며 이 때문에 레이가 켄시로와 잠깐이나마 대립하게 했다.
켄시로는 어금니 족장을 제압한 이후 마미야의 마을을 떠나 여행하고 있었다. 이 무렵 쟈기에게 피해를 당한 형제를 만났다. 형은 석궁에 찔렸고 동생은 다리에 바위가 묶여있었다. 켄시로는 그 형제 중 동생으로 하여금 자신에게 석궁을 발사하도록 강요했는데 동생은 켄시로에게 살해당하기 싫어서 어쩔 수 없이 켄시로에게 석궁을 발사했다. 그 석궁화살은 켄시로에게 명중된 이후 켄시로가 지참하게 된다.
켄시로가 쟈기의 소굴로 들어가자 북두신권을 익혔다고 착각하는 불량배들이 북두신권을 흉내낸 춤을 추며 켄시로를 상대했으나 켄시로는 이들을 단 일격에 제압했다.
켄시로와 쟈기가 만나자 바로 대결로 돌입했으며 쟈기는 권법으로 켄시로에게 도저히 승산이 없게 되자 휘발유를 뿌리고 불을 지르는 등의 비겁한 술수를 쓰지만 끝내 켄시로에게 살해당했다. 켄시로는 신을 죽게 만든 행위 등 쟈기가 저지른 죄에 대해 단호하게 응징하였으며 쟈기를 만나기 전에 만난 소년의 석궁 화살을 쟈기의 가슴에 박아 넣었으며 뒤이어 고의로 쟈기의 통감신경을 극대화시키는 비공을 찔러 쟈기를 고통에 시달리다 죽게 했다.

### 가짜 토키
쟈기는 죽으면서 토키와 라오우가 아직 살아있으니 안심하기엔 아직 이르다며 켄시로를 비웃고 죽어갔다. 하지만 켄시로는 걱정하기는커녕 오히려 켄시로 자신이 평소에 가장 존경하던 토키가 살아있다는 소식에 크게 기뻐하며 어떻게든 토키를 만나려고 노력했다.
하지만 토키에 대해 좋지 않은 소문이 퍼졌고 켄시로는 자신의 귀를 의심했다. 그리고 토키를 만났으나 토키는 생체실험을 하고 있었다. 하지만 이 토키의 진짜 정체는 레이와 동문수학을 했던 아미바로서 아미바는 토키를 흉내내다가 환자의 병을 더 악화시켰기 때문에 토키에게 꾸지람을 들은 과거로 인하여 토키를 사칭하며 악행을 저지르고 다녔다.
토키의 부하라는 허브와 규기가 1개월치 식량을 걸고 팔씨름을 제의했다. 이 때 프로레슬러를 목졸라 죽인 적이 있는 남자가 도전했으나 팔씨름 도중 허브가 탁자에 설치된 전기톱을 가동시켰다. 프로레슬러를 목졸라 죽인 적이 있는 남자는 팔씨름에서 패해 손목이 잘렸다. 이어서 켄시로가 규기와 팔씨름을 했는데 켄시로는 규기의 손목이 잘리지 않도록 배려해주기 위해 팔씨름 도중 규기의 손목뼈를 부러뜨렸다. 이에 허브가 나서지만 켄시로에게 패배. 켄시로는 규기를 인간방패 삼아 토키에게 찾아갔다.
하지만 켄시로가 찾아간 사람은 토키가 아니라 아미바. 켄시로는 아미바가 토키인 줄 알고 갈등을 했으나. 뒤늦게 나타난 레이가 아미바의 정체를 켄시로에게 말해준 덕택에 켄시로는 아미바에게 마음놓고 공격을 해서 쓰러뜨렸다. 사실 이 대결에서 켄시로가 고전을 한 유일한 이유는 토키에 대한 존경심 때문일 뿐 아미바에게 실력에서 밀린 것이 아니였다.

## 가족
- 카스미 켄시로 - 켄시로의 아버지.
- 반옥령 - 켄시로의 어머니.
- 효우 - 켄시로의 친형.
- 유리아 - 켄시로의 아내